# Claudia (voornaam)
Claudia is een meisjesnaam die haar oorsprong heeft in de Romeinse naam Claudius. Beide namen zijn afkomstig van de gens Claudia, een van de oudste gentes van Rome.
De familienaam is afgeleid van het Latijnse woord claudus, hetgeen zoveel betekent als "lam" of "kreupel".
De naam Claudia behoort tot de tien populairste meisjesnamen in veel Spaanssprekende landen en regio's. In de Verenigde Staten behoort de naam vaak tot de 200 meest gebruikte meisjesnamen. In 2005 was Claudia de nummer negen in Spanjes top tien van meisjesnamen.
Enkele varianten van de naam zijn Klaudia, Claudine, Claudette, Claudie, Clodia, Kladia en Gladys.

## Bekende naamdraagsters

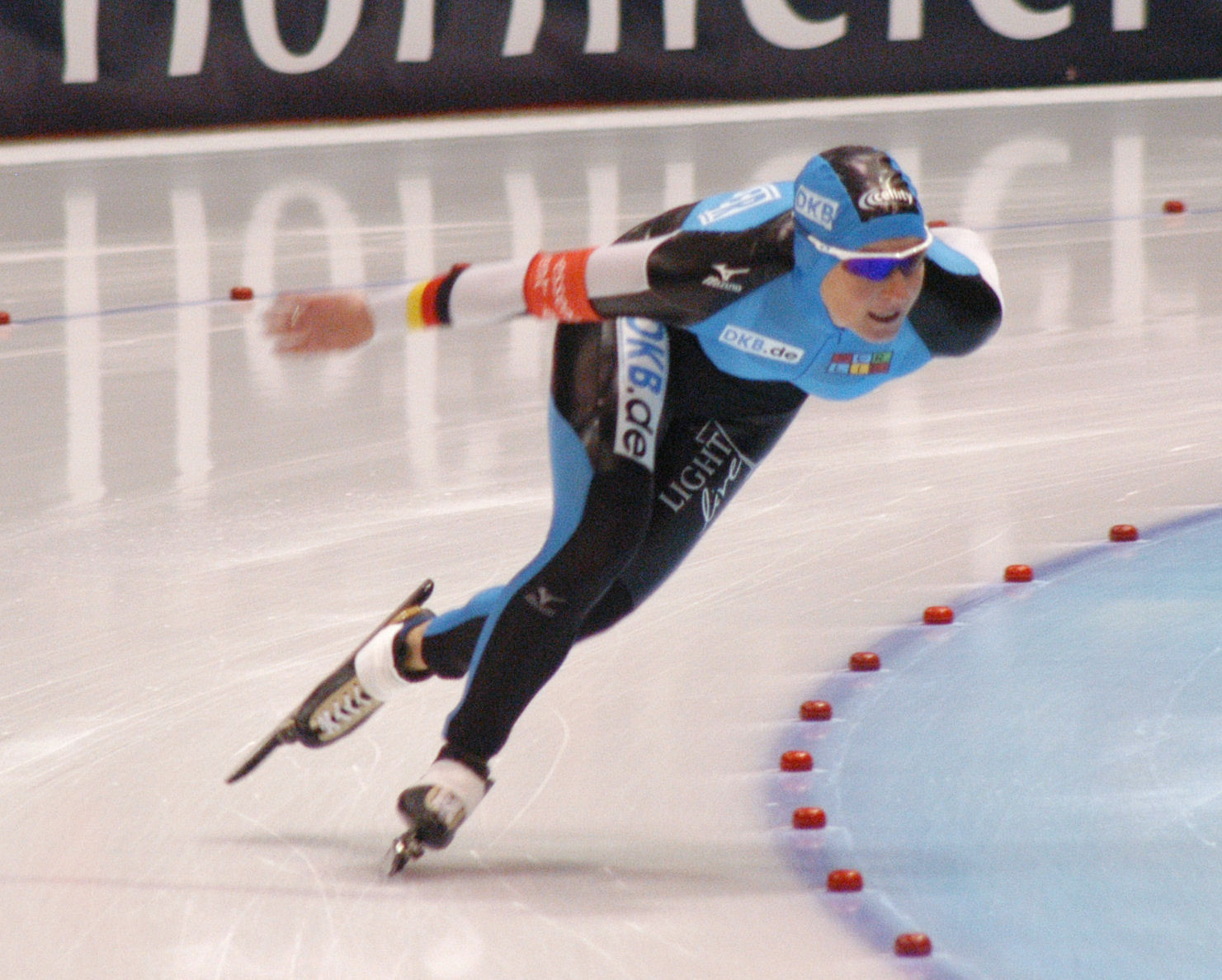
Claudia Pechstein, 2007

- Claudia Amura, een Argentijns schaakster
- Claudia Beni, een Kroatische popster
- Claudia Black, een Australisch actrice
- Claudia de Breij, een Nederlands cabaretier, presentator en voormalig radio-dj
- Claudia Cardinale, een Italiaans filmactrice
- Claudia Dreher, een Duits langeafstandsloopster
- Claudia Jung, een Duits schlagerzangeres en politica
- Claudia Kohde-Kilsch, een voormalig Duits tennisster
- Claudia Kuyken, een hedendaagse experimentele glaskunstenaar

- Claudia Melchers, een dochter van de vermogende industrieel Hans Melchers
- Claudia Oberlin, een Zwitsers langeafstandsloopster
- Claudia Patacca, een Nederlands sopraan
- Claudia Pechstein, een Duits langebaanschaatsster
- Claudia Poll, een zwemster uit Costa Rica
- Claudia Procula, volgens de overlevering de naam van de vrouw van Pontius Pilatus, die hem waarschuwde Jezus niet te kruisigen (in de Bijbel wordt haar naam niet genoemd)
- Claudia Schiffer, een Duits fotomodel en actrice
- Claudia Stef, een Roemeens snelwandelaarster
- Claudia Zwiers, een voormalig Nederlands judoka

#### Adel
- Claudia van Chalon, de vrouw van Hendrik III van Nassau
- Claudia van Oostenrijk, een dochter van aartshertog Ferdinand Karel van Tirol en van Anna de' Medici
- Claudia van Valois, de tweede dochter van Koning Hendrik II van Frankrijk en Catharina de' Medici